# هشام الدميعي
هشام الدميعي هو مدرب كرة قدم مغربي من مواليد 11 يناير 1971، يدرب حاليا نادي الكوكب المراكشي.

## روابط خارجية
- هشام الدميعي على موقع قاعدة بيانات كرة القدم.إي يو (الإنجليزية)
- هشام الدميعي على موقع ناشيونال فوتبول تيمز (الإنجليزية)
- هشام الدميعي على موقع عالم كرة القدم.نت (الإنجليزية)
- هشام الدميعي على موقع أوليمبيديا (الإنجليزية)

- معلومات هشام الدميعي على موقع footballdatabase.eu